# Борковский сельский совет (Зеньковский район)
Борковский сельский совет (укр. Бірківська сільська рада) — упразднённая административная единица в составе
Зеньковского района
Полтавской области
Украины.
Административный центр сельского совета находился в 
с. Борки.

## Населённые пункты совета
- с. Борки
- с. Трояновка
- с. Цветово